# Рубльов Богдан Владиславович
Богдан Владиславович Рубльов (нар. 7 серпня 1964) — український доктор фізико-математичних наук, (2005), професор кафедри обчислювальної математики Київського національного університету імені Тараса Шевченка (2011). Заслужений працівник освіти України (2018).

## Життєпис
1986 року закінчив факультет факультет кібернетики Київського університету.
З 1986 року працює на кафедрі обчислювальної математики факультету кібернетики. З 1994 року — доцент кафедри обчислювальної математики, з 2011 — професор кафедри обчислювальної математики.
2005 року захистив докторську дисертацію на тему «Квадратичне розпізнавання множин та дослідження гладких метрик».
До наукових інтересів Богдана Рубльова належать проблеми обчислювальної геометрії та обчислювальної топології.